# Johann Voldemar Jannsen
Johann Voldemar Jannsen (Vana-Vändra, 1819. május 16. – Tartu, 1890. július 13.) észt író és a nemzeti mozgalom egyik vezetője.

## Élete, munkássága
Johann Woldemar Jannsen észt újságíró 1819. május 5-én született Vana-Vändra-ban egy kocsmatartó molnár fiaként. Eleinte mint kántor, illetve tanító dolgozott, majd 1857-ben megalapította a Pärnui Postás (Pärno Postimees) című lapot, mely 1863-ig működött. Ez volt az első, tömeges olvasótáborral rendelkező észt nyelvű újság. Az oktató-felvilágosító jellegű hetilap az észt nemzeti ébredés egyik fontos szereplője volt. Jannsen szerkesztői munkáját 1864-től Tartuban folytatta az Eesti Postimees - azaz Észt Postás - című folyóirattal. 1869-től 1889-ig jelent meg ennek melléklete, az Eesti Põllomees (Észt Földműves).
A Vainemuine Dal- és Játékegylet, valamint a Tartui Földművesek Társaságának (Tartu Eesti Põllumeeste Seltsi) alapító tagja.
Az első észt nyelvű, verseket tartalmazó, gyermekeknek szóló világi gyűjtemény is Jannsen nevéhez fűződik. Az Eesti Laste-Rõõm. Hea lastele pühhade kingitusseks (Észt gyerekek öröme. Ünnepi ajándék jó gyerekeknek) című, 15 tréfás verset tartalmazó kötetet 1865-ben adták ki.
Az észt-magyar kulturális kapcsolatok elmélyítésében is aktívan részt vett, hiszen Hunfalvy Pál észtországi látogatása során Jannsen-nal is találkozott
71 éves korában, 1890. július 13-án hunyt el Tartuban. Sírhelye a tartui Maarja ja Vana – Peetri temetőben található.

## A himnusz
1869-ben, az első összésztországi Dalosünnepen – melynek szervezésében is aktívan részt vett – mutatták be a Mu isamaa, mu õnn ja rõõm című versét, mely később az észt nemzeti himnusszá vált. (Dallama megegyezik a finn himnuszéval, melynek szerzője Friedrich Pacius (1809 - 1891))
Mu isamaa, mu õnn ja rõõm
Mu isamaa, mu õnn ja rõõm,

kui kaunis oled sa!

Ei leia mina iial teal

see suure, laia ilma peal,

mis mul nii armas oleks ka,

kui sa, mu isamaa!

Sa oled mind ju sünnitand

ja üles kasvatand;

sind tänan mina alati

ja jään sull' truuiks surmani,

mul kõige armsam oled sa,

mu kallis isamaa!

Su üle Jumal valvaku,

mu armas isamaa!

Ta olgu sinu kaitseja

ja võtku rohkest õnnista,

mis iial ette võtad sa,

mu kallis isamaa!
Hazánk
Én boldogítóm, örömem,

Mi bájos vagy, hazám!

Akárhová tekinthetek,

Mást a világon nem lelek,

Mi annyi üdvöt hozna rám,

Miként te, szép hazám.

Te adtál nékem életet,

S neveltél engemet!

Ezért áldlak mindenkoron

Örök hûséggel ajkamon,

Téged szeretlek igazán,

Én drága, szép hazám!

Az Úr legyen oltalmazód,

Édes szülõhazám!

Vezessen minden vészen át,

Áldást hintsen kegyelme rád,

Ha törsz magasztos cél után,

Én édes szép hazám!

## Jannsen az észt nemzeti mozgalomban
Kultúrpolitikai, oktató- felvilágosító és szépirodalmi munkásságának köszönhetően az észt nemzeti mozgalom egyik kiemelkedő alakja. Úgy gondolta, az észt nemzeti fejlődés zálogát az észt nyelvű, de európai színvonalú magaskultúra megteremtése jelenti. Jakob Hurttal és Carl Robert Jakobsonnal ellentétben azonban inkább a mérsékeltebb irányzathoz tartozott, s radikális változtatások helyett inkább a lassabb, finomabb haladást támogatta: a társadalmi megegyezés mellett az egyház fontosságát hirdette. 1870-ben ezért meg is állapodott a balti németekkel, hogy anyagi támogatásért cserébe nem közli többé a Postimees-ben a túlságosan szókimondó, s ezért számukra kellemetlen Jakobson írásait.
Lánya, a költő Lydia Koidula (1843 – 1886) szintén meghatározó szerepet töltött be a nemzeti mozgalomban: a Pärno Postimees szerkesztésében segédkezett apjának, illetve fivéreivel közösen megalapította az első észt nyelvű színházat. Kettejük életét és munkásságát mutatja be az az állandó kiállítás, mely a Pärnui Ülejõe iskola épületében kapott helyet. Az 1850-ben épült, ma már műemlékként védett házban lakott Jannsen, valamint itt működött a Pärno Postimees szerkesztősége is.